# Železniční stanice Tel Aviv Savidor merkaz

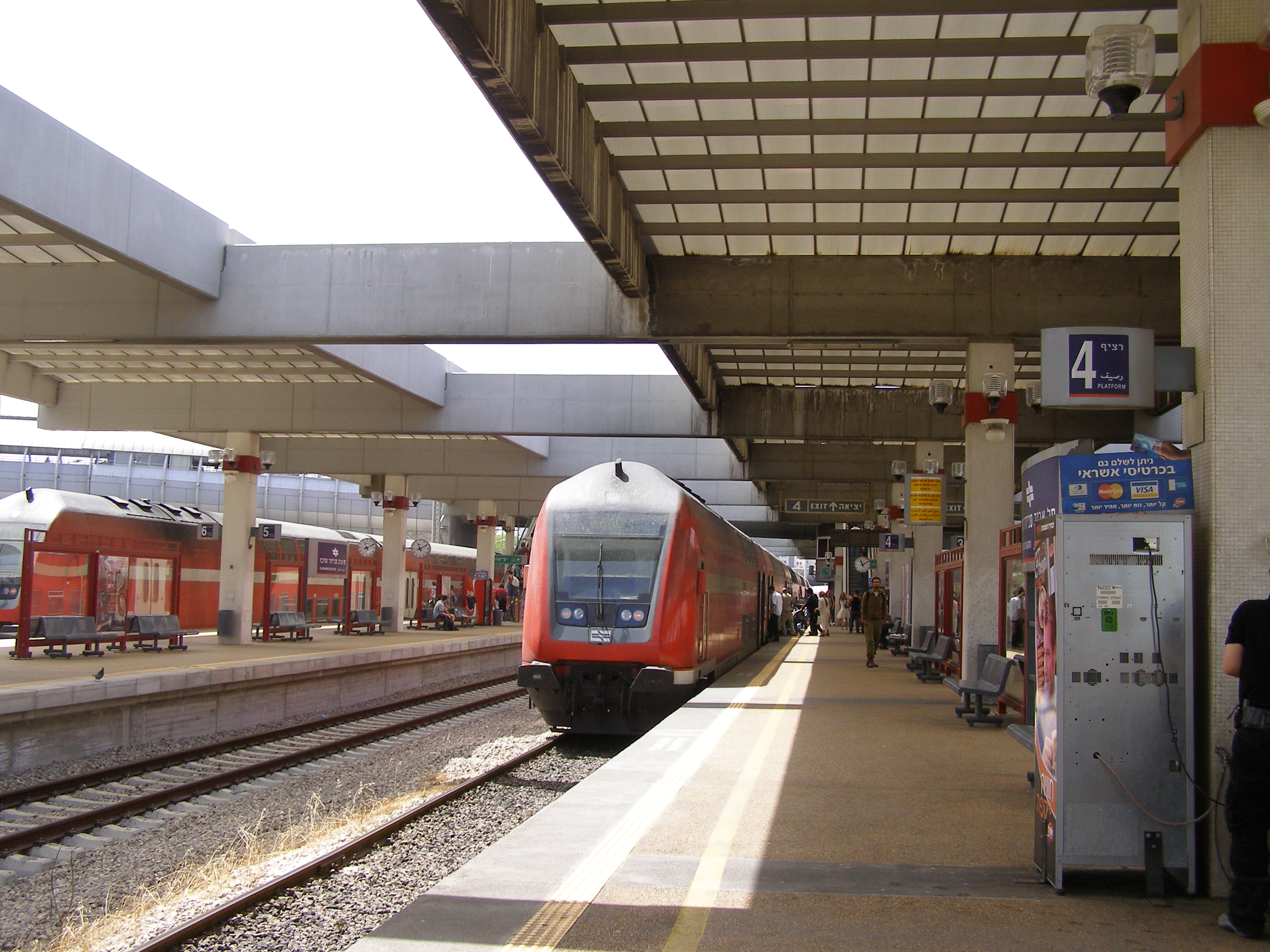
Nástupiště stanice

Železniční stanice Tel Aviv Savidor merkaz (hebrejsky תחנת הרכבת תל אביב סבידור מרכז‎, tachanat ha-rakevet Tel Aviv Savidor merkaz, doslova železniční stanice Tel Aviv Savidor-střed) je železniční stanice v Izraeli. Je společná pro železniční trať Tel Aviv – Jeruzalém, železniční trať Tel Aviv – Beer Ševa, železniční trať Tel Aviv – Rišon le-Cijon, železniční trať Tel Aviv – Aškelon, železniční trať Tel Aviv – Ra'anana, pobřežní železniční trať do Haify a dál k severu a také vysokorychlostní železniční trať Tel Aviv – Modi'in.
Leží v severovýchodní části Tel Avivu v pobřežní nížině, v nadmořské výšce cca 10 metrů. Je situována do severojižního dopravního koridoru. Vede jím Ajalonská železniční trať, nejfrekventovanější železniční úsek v Izraeli a hlavní severojižní vlaková tepna telavivské aglomerace. Kromě železnice jím vede i tzv. Ajalonská dálnice (tu zde kříží ulice Derech Menachem Begin a Al Parašat derachim) a regulované koryto toku Nachal Ajalon. Na východě s ní sousedí zástavba města Ramat Gan, na západě centrální čtvrti Tel Avivu okolo náměstí Kikar ha-Medina. Paralelně s Ajalonskou dálnicí zde vede ještě dálnice číslo 2 (Derech Namir) a tak jde o jednu z dopravně nejfrekventovanějších oblastí v Izraeli.
Stanice byla otevřena roku 1954. Umožnila tak přímé vlakové spojení mezi Tel Avivem a Haifou, protože do ní byla zaústěna pobřežní železniční trať. Koncem 80. let 20. století byla v souvislosti s budováním dopravního koridoru podél Ajalonské dálnice přesunuta do nynější polohy a přestavěna a počátkem 90. let propojena díky výstavbě Ajalonské železnice s vlakovými stanicemi a tratěmi vedoucími na jih aglomerace. V roce 2006 došlo v přilehlém úseku směrem na jih k položení třetí koleje. Stanice je obsluhována autobusovými linkami společnosti Egged a Dan Bus Company. Jsou tu k dispozici parkovací místa pro automobily, automaty na nápoje, obchody, bankomat a veřejný telefon. Pojmenována je podle izraelského politika a ředitele podniku Izraelské dráhy Menachema Savidora.